# Першотравенский ремонтно-механический завод
Першотравенский ремонтно-механический завод — промышленное предприятие в городе Першотравенск Днепропетровской области Украины.

## История
Предприятие было построено и введено в эксплуатацию в октябре 1968 года как центральные энергомеханические мастерские (ЦЭММ) производственного объединения «Павлоградуголь». В связи с тем, что в Западном Донбассе уже действовало несколько угольных шахт, а также планировалось возведение ещё нескольких, строительство специализированного завода по производству горно-шахтного оборудования являлось насущной необходимостью ПО «Павлоградуголь». По заданию Приднепровского совнархоза специалистами Одесского проектного института была разработана проектная документация ЦЭММ. Изначально, персонал мастерских составляли 82 человека.  
В 1975 году ЦЭММ были переименованы в Першотравенский ремонтно-механический завод. Завод стал единственным предприятием, осуществляющим ремонт горно-шахтного оборудования и изготавливающим нестандартное индивидуальное оборудование для всех шахт производственного объединения «Павлоградуголь». Завод изготовил пусковое оборудование для строящихся шахт «Юбилейная», «имени Н. И. Сташкова», ЦОФ «Павлоградская», механизмы для очистных сооружений водовода «Днепр — Западный Донбасс».
В целом, в советское время ремонтно-механический завод входил в число ведущих предприятий города.
После провозглашения независимости Украины завод перешёл в ведение министерства угольной промышленности Украины.
В марте 1995 года Верховная Рада Украины внесла завод в перечень предприятий, приватизация которых запрещена в связи с их общегосударственным значением.
В марте 2003 года было утверждено решение о приватизации активов ОАО ГХК «Павлоградуголь» (в том числе, ремонтно-механического завода).
В июле 2004 года «Павлоградуголь» вошел в «Донбасскую топливно-энергетическую компанию».
В январе 2006 года произошло объединение Першотравенского ремонтно-механического завода и Павлоградского управления по монтажу, демонтажу и ремонту горно-шахтного оборудования. 
1 августа 2006 года завод был реорганизован в ООО «Першотравенский ремонтно-механический завод» и стал дочерним предприятием ОАО «Павлоградуголь». В 2007 году предприятие вышло из состава ОАО «Павлоградуголь».
В 2015 году завод освоил восстановление корпусных деталей угледобывающих комбайнов серии КД, а также ремонты секций механизированной крепи "Ostroj" (производства Чехии) и "DBT" (производства ФРГ).

## Деятельность
Завод выполняет ремонт горно-шахтного оборудования, изготавливает арочную металлическую крепь, металлоизделия, выполняет работы по починке и офланцовке труб противопожарных и дегазационных трубопроводов, производству стального и чугунного литья. На заводе находится участок разлива промышленного кислорода, который обслуживает все предприятия ОАО «Павлоградуголь». Кроме обслуживания предприятий ДТЭК, заводом производится продукция для сторонних предприятий и организаций.   